# Eupithecia grisescens
Eupithecia grisescens là một loài bướm đêm trong họ Geometridae.